# Mikroregion Cantagalo-Cordeiro

Mikroregion Cantagalo-Cordeiro

Mikroregion Cantagalo-Cordeiro – mikroregion w brazylijskim stanie Rio de Janeiro należący do mezoregionu Centro Fluminense. Ma powierzchnię 1.324,0 km²

## Gminy
- Aperibé
- Cambuci
- Itaocara
- Miracema
- Santo Antônio de Pádua
- São José de Ubá